# Giorgio Cavazzano
Giorgio Cavazzano   (Venècia, 19 d'octubre de 1947) és un autor de còmics italià. Va començar la seua carrera a l'edat de 14 anys, entintant els treballs de Romano Scarpa. Va fer historietes de personatges de The Walt Disney Company com Mickey Mouse, l'Ànec Donald, l'Oncle Garrepa i d'altres, a revistes com la italiana Topolino (que es va publicar parcialment a Espanya com Don Miki) o les franceses Mickey Parade i Le Journal de Mickey.

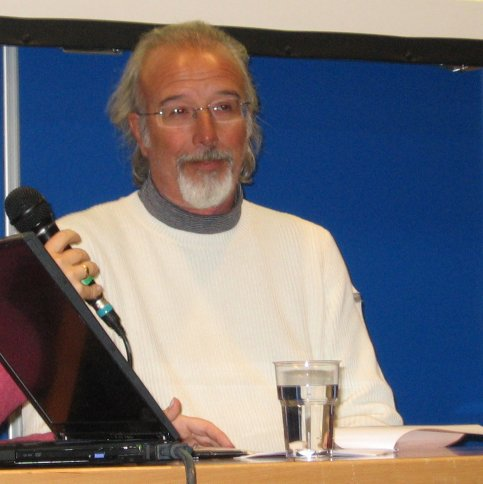
Giorgio Cavazzano el 2007.

El seu treball és reconegut per combinar l'aparença tradicional dels personatges de Disney amb il·lustracions molt realistes d'aparells tecnològics i màquines. Aquest estil va tenir gran influència en la majoria dels il·lustradors de Disney de la nova generació, especialment a Itàlia.
Ha rebut nombrosos premis i reconeixements pel seu treball al camp del còmic. A més de treballar per a Disney, ha fet altres historietes menys conegudes i ha treballat en publicitat.

## Carrera

### Els inicis
Va debutar a principis del món del dibuix, a l'edat de dotze anys, assistint a l'estudi del seu cosí Luciano Capitanio, dibuixant humorístic, ajudant en l'entintat debutant amb la història còmica Fiordipesco e lo studio, publicada a la sèrie mensual Voci d'Oltremare.
Dos anys més tard, té una trobada casual a un vaporetto, a causa d'una forta brisa que fa que els dibuixos del seu cosí volin, coneix una núvia i una futura esposa de Romano Scarpa a qui li diu que els dibuixos són seus. A partir d'aquesta trobada s'inicia una col·laboració que durarà molts anys. La primera història d'aquesta associació és Paperino e la gloria nazionale, dissenyada per Scarpa i entintada per Cavazzano, publicada a 1962 al número 370 de la revista italiana Topolino.
La primera història de Disney dibuixada íntegrament per ell és Paperino e il singhiozzo a martello, escrita per Abramo Barosso i Giampaolo Barosso, publicada a Topolino el 13 d'agost de 1967.

### Històries i personatges de Disney
La carrera de l'autor es desenvolupa principalment en personatges de Disney dibuixant històries escrites per autors com Carlo Chendi, Abramo Barosso i, des de 1970, Rodolfo Cimino. També crea nous personatges de l'univers de Disney com Reginella, ideada per Cimino i Paperinika (Patomasa a l'edició castellana de Montena) ideada per Guido Martina, alter ego de Daisy Duck a la primera història que dibuixa de Paperinik (Patomas en castellà) Paperinika e il filo di Arianna.
Juntament amb Chendi, el 1981 va crear l'estrany alienígena Ok Quack (al qual, el 1995, s'unirà a un cosí igualment primer, KO Uack, juntament amb Fabio Michelini), i el 1982 l'excèntric Umperio Bogarto.
Ha estat un dels principals autors de les històries italianes de l'ànec Donald i Mickey Mouse durant dècades, però també ha treballat en còmics de Disney per a Hachette a França i Egmont a Dinamarca. A Le Journal de Mickey, va dibuixar adaptacions al còmic de les pel·lícules de Disney Bàsil, el ratolí detectiu, The Rescuers Down Under (estrenada a Espanya com Los Rescatadores en Cangurolandia) i històries de Mickey Mouse i l'ànec Donald. Cavazzano va il·lustrar el còmic fantàstic de Disney "World of the Dragonlords", escrit per Byron Erickson, per Egmont.
El 2006 va dibuixar el tom únic "Jungle Town" amb guió de Tito Faraci per a Disney Italia.

### Treballs al marge de Disney
A més de la seva extensa obra per a Disney, Cavazzano també ha creat les seves pròpies sèries, com 'Walkie e Talkie' a Il Corriere dei Piccoli de 1973 a 1975, Oscar e Tango a Il Messagero dei Ragazzi (1974) i la sèrie sobre el dos estafadors Smalto e Johnny a Il Mago (1977). Giorgio Pezzin va ser l'escriptor d'aquests còmics, amb el qual Cavazzano també va treballar en diverses històries de Mickey Mouse.
Una de les seves obres més destacades al marge de Disney és la sèrie sobre oficials de policia Altai & Jonson, que va crear amb Tiziano Sclavi per al Corriere dei Ragazzi el 1975. Va funcionar fins al 1985 i es va continuar a Casablanca des de 1988. Altres creacions a Corriere dei Ragazzi inclouen I Ranger i Slim Norton.
També amb Sclavi (com Quisimodo) i François Corteggiani va crear les aventures de l'antic aventurer de l'oest Silas Finn per a la revista alemanya Zack (que també va ser publicada per Wham a Holanda i Super As a França).
Poc després també va estar present a la revista francesa Pif, on ell i Corteggiani van redissenyar el personatge que va passar a anomenar-se Pif le Chien, creat originalment per José Cabrero Arnal. Va portar un equip d'artistes italians, que van assistir al color i posteriorment també als llapis, com Clod, Bonfatti i Sandro Zemolin. Per a Le Journal de Mickey, el 1987 va crear Timothée Titan, un còmic fantàstic en un estil de dibuix steampunk.
El 1980 va realitzar el seu primer treball publicitari i va crear al caçador de castors del segle xviii Capitan Rogers amb el seu guionista habitual Pezzin. Va comptar amb 47 episodis a la revista italiana Il Giornalino. Diversos relats van ser escrits per François Corteggiani.
A més, va dibuixar la sèrie Big Bazoom per al Playboy italià (1983) i va col·laborar amb l'artista nord-americà Sergio Aragonés a la sèrie Oran et Outang (publicat com C'Est la Jungle a Spirou). Durant els anys noranta, a més, ha dibuixat una llarga història amb el personatge de Silver Lupo Alberto, anomenat "Il Tesoro dei McKenzie", i ha treballat amb Bonvi a "La città" i "Maledetta Galassia".

## Estil
El seu estil inicial estava més influenciat pel tram de Scarpa, que pel de Carl Barks, que encara es pot considerar un punt de referència per a Cavazzano. Per al món dels ratolins, la referència principal és més el Paul Murry dels còmics, que el de Floyd Gottfredson. Amb el pas dels anys, va començar a mirar molt als artistes que en aquella època (finals dels seixanta, principis dels setanta) tenien al seu voltant: autors com Sergio Toppi, Dino Battaglia, Andrea Pazienza a Itàlia, Jean Giraud, Hermann, Albert Uderzo a França, però també els artistes nord-americans de MAD, i també Milton Caniff, Alex Toth, Milt Kahl.

## Vida personal
El 1965 va fundar un grup musical, I Randagi, on hi tocava la bateria. Està casat.